# Simão Fernandes
Simão Fernandes, também referido como Simon Fernandes (ilha Terceira (Açores), c. 1538 — c. 1590), foi um navegador e pirata português do século XVI. Em 1585 foi piloto das expedições inglesas de Sir Walter Raleigh para fundar colónias na ilha de Roanoke.